# Lampris immaculatus
Lampris immaculatus är en fiskart som beskrevs av John Dow Fisher Gilchrist, 1904. Den ingår i släktet Lampris och familjen glansfiskar. Inga underarter finns listade i Catalogue of Life.